# Barreiras (Castropol)
Barreiras (oficialmente y en asturiano: As Barreiras) es una casería de la parroquia de Castropol, concejo de Castropol, en la comarca del Eo-Navia, Principado de Asturias, España.